# Estación de Vendas Novas
La Estación Ferroviaria de Vendas Novas, igualmente conocida como Estación de Vendas Novas, es una plataforma de las Líneas del Alentejo y de Vendas Novas, que sirve a la localidad de Vendas Novas, en el Distrito de Évora, en Portugal.

## Descripción

### Vías y plataformas
En enero de 2011, presentaba cuatro vías de circulación, con 241 a 482 metros de longitud; las plataformas tenían 154 y 59 metros de extensión, y 40 y 55 centímetros de altura.

### Localización y accesos
La estación se encuentra junto a la travesía 5 de octubre, en la localidad de Vendas Novas.

## Historia

### Inauguración y conexión a Beja y Évora
El tramo desde Bombel hasta Vendas Novas entró en servicio el 23 de enero de 1861, como parte del Ferrocarril del Sur. La conexión hasta Évora entró en servicio el 14 de septiembre de 1863, mientras que la línea hasta Beja fue inaugurada el 15 de febrero del año siguiente.

### sigloXX
El 12 de enero de 1903, fue presentado el plan para la expansión de esta plataforma, de forma que soportase los servicios de la Línea de Vendas Novas, que en este momento ya se encontraba en construcción; este documento fue aprobado, después de la auditoría del Consejo Superior de Obras Públicas y Minas, el 24 de abril del mismo año. Este ferrocarril abrió a la explotación el 15 de enero de 1904.
En 1933, esta plataforma fue objetivo de obras de reparación y mejora, por parte de la Compañía de los Caminhos de Ferro Portugueses, y, en el mismo año, la Comisión Administrativa del Fondo Especial de Ferrocarriles aprobó la construcción de una ruta de acceso al muelle descubierto de esta estación.
En 1968, esta plataforma era un importante punto de concentración de la circulación ferroviaria.